# 가케가와 마코토
가케가와 마코토(일본어: 掛川 誠, 1973년 5월 23일 ~ )는 일본의 전 축구 선수이다.

## 구단 경력
과거 벨마레 히라쓰카, 비셀 고베, 시미즈 에스펄스에서 활동하였다.